# 票号

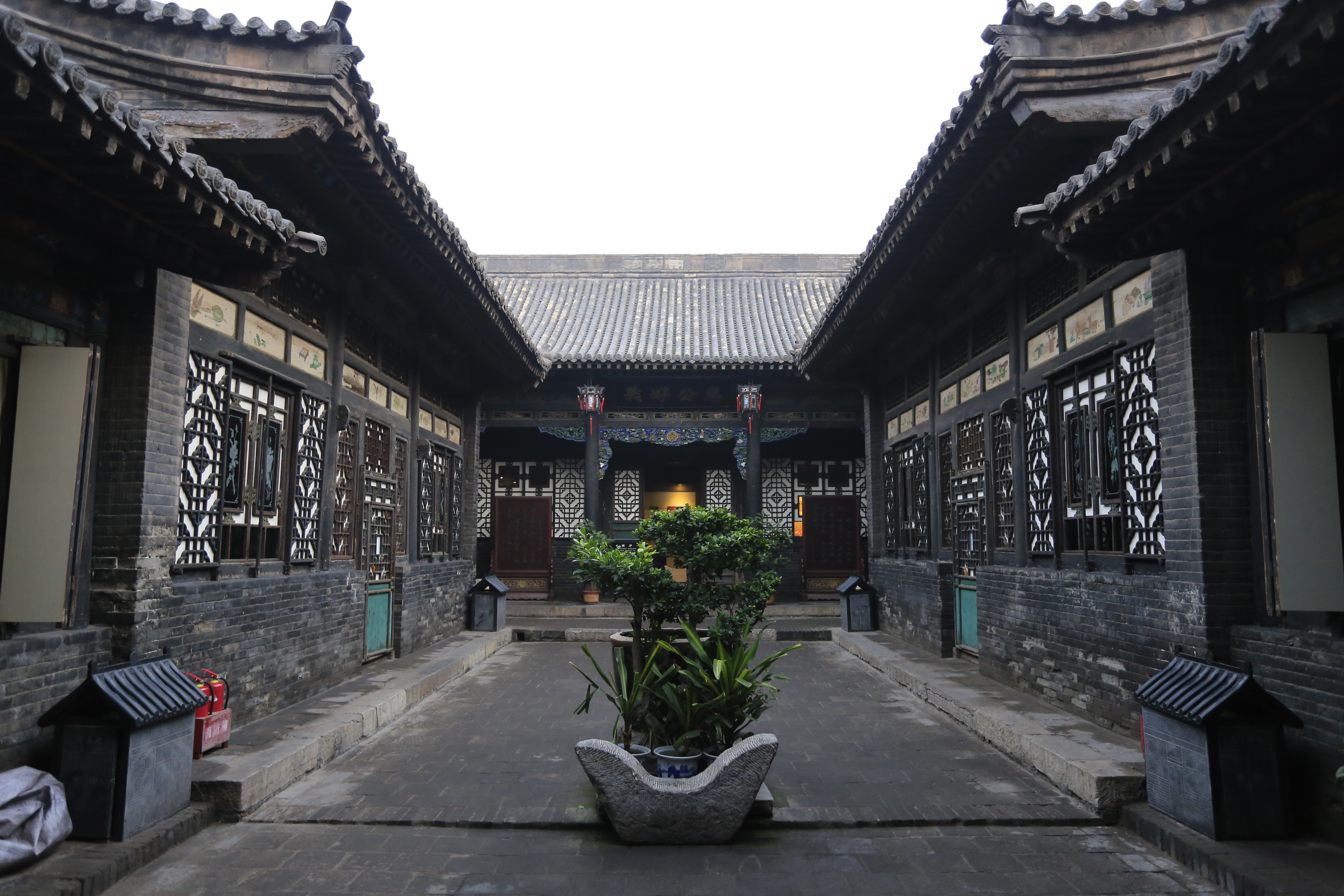
山西平遥古城内日昇昌票号

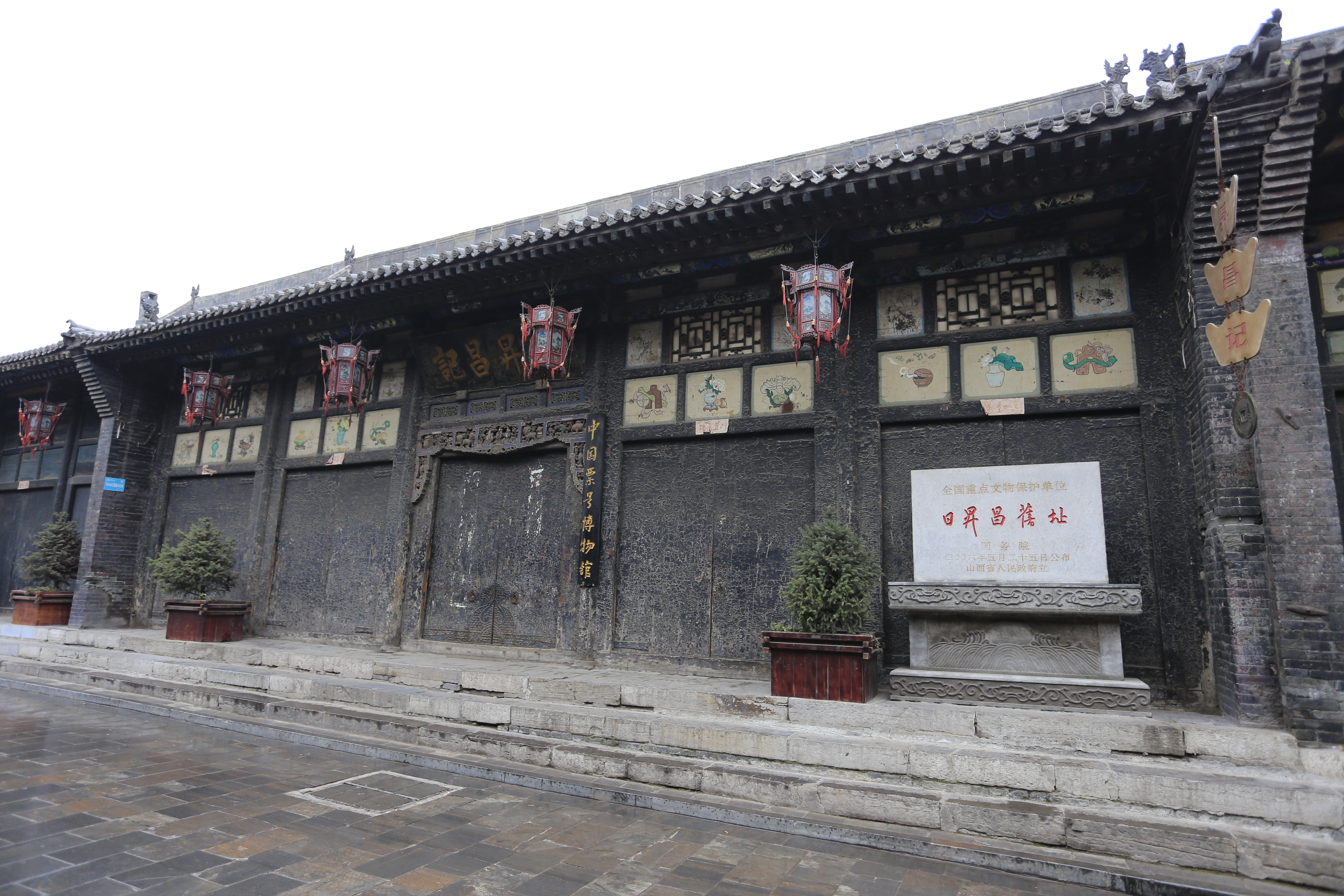
平遥日昇昌舊址——臨街門面

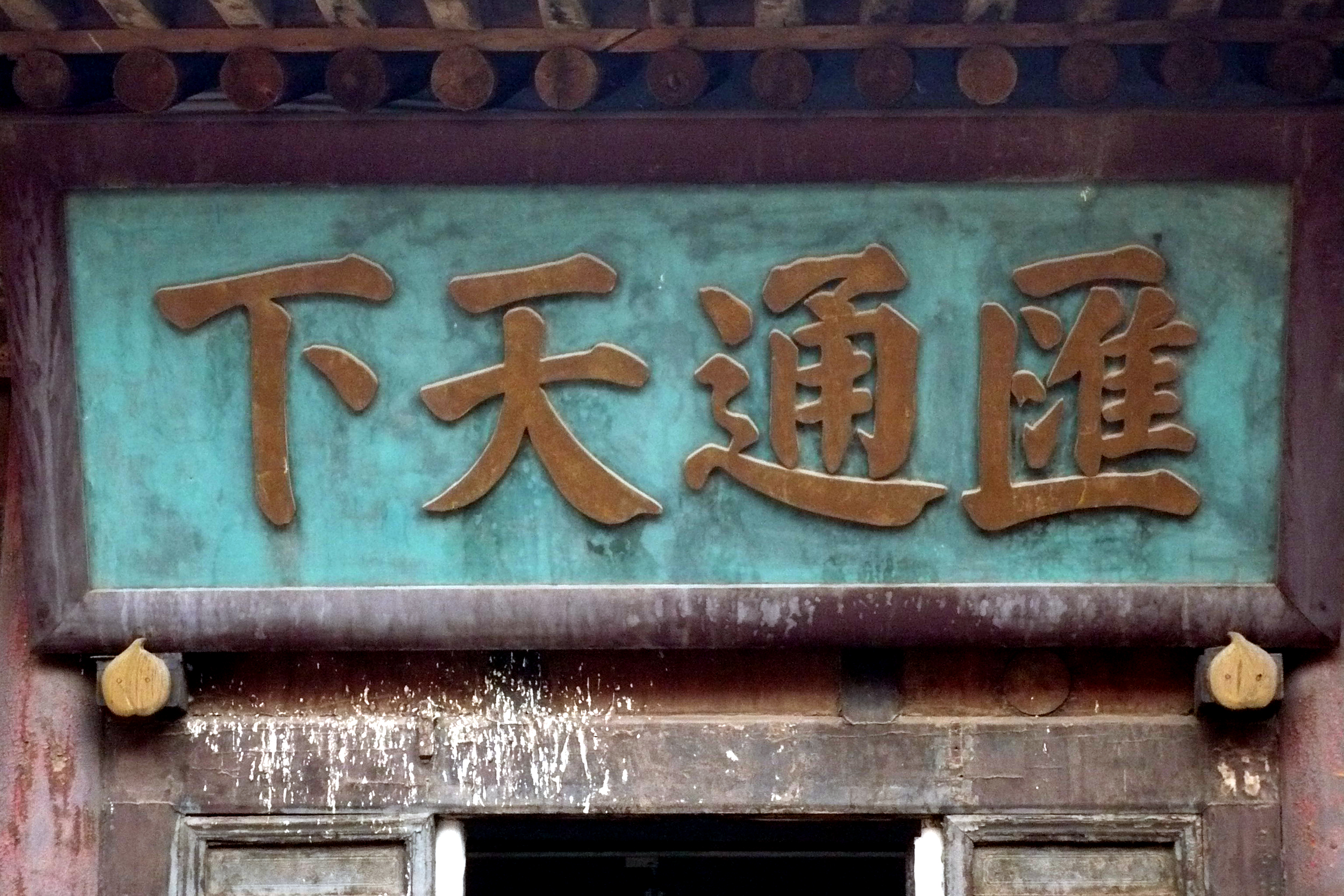
晋商鼎盛時期日昇昌票號幾乎壟斷全中國金融市場。

票号，或稱票庄、汇兑庄，是中国古代的一種連鎖式金融商，有私人銀行的功能。由於清代晉商幾乎壟斷了全中國汇兑市場，因此票号在一些文獻會被直接稱為「山西票號」或「晉號」。票号早期以承担汇兑业务为主，到清初许多票号又增加了存款服务。在清代，山西票號採用的特許經營策略，專門代表清政府的代理機構從事長途匯款，或向政府官員發於酬金。

## 历史
山西票号具体产生的时间，学术界看法很不一致，这些看法主要有：
1. 明朝中葉，见日文《支那雜誌·山西票莊》。
2. 明末清初说。“据说开始是山西的康（亢）氏。清初，顺冶年间李闯王造反，不利败走时，所有的金子携带不便，把军中所有的金银财宝放在康氏的院子里而去，康（亢）氏忽拾得八百万两，因此将从来谋一般人便利的山西汇兑副业改为本业，特创票号，至是该地的巨商都是康姓。”[2]徐珂《清裨类钞》称：“相传明季李自成携巨资败走山西，及死，山西人得其资以设票号。”商務印書館的《辭源》「票號」條文與《清稗類鈔》及《支那經濟全書》，皆認為「明李自成擄鉅資敗走山西及死，山西人得其資以設票號。」上海東亞同文書院木村欣一的《支那政治地理志》也主張山西票莊起至明末清初。
3. 康熙朝说。“山西票号在康熙年间早已产生，但在当时票号寥若晨星，可以肯定不会太多。”[3]據認為起於明末清初者多認為顧炎武同傅山因標局業務需要，於康熙十二年在太谷縣溝子村創辦了「志成信」票號。太谷縣票號因而成為山西最有名的集中地。[4][5]
4. 乾嘉时期说。[6][7][8]
5. 道光初年说。陈其田《山西票庄考略》：“大概是道光初年天津日升昌颜料铺的经理雷履泰，因为地方不靖，运现困难，乃用汇票清算远地的账目，起初似乎是在重庆、汉口、天津间，日升昌往来的商号试行成效甚著。第二步乃以天津日升昌颜料铺为后盾，兼营汇票，替人汇兑。第三步在道光十一年（1831）北京日升昌颜料铺改为日升昌票庄，专营汇兑。”此前，中国的民间金融机构主要是钱庄。

会票（汇票）在明末清初已经出现。顾炎武《日知录》：
“钞法之兴，因于前代，未以银为币，而患钱之重，乃立此法，唐宪宗之飞钱，即如今之会票也。”

据《清高宗实录》卷1068载：乾隆四十三年十月:

“搜获现银仅二万四千余两，其会票期票所开，亦止四万六千余两”

会票制度已有了会票和期票之别。但未见有专营会票（汇票）业务的票号，应是由商号兼营会票（汇票）业务
中国票号博物馆（位于平遥县西大街日昇昌票号旧址，1995年10月18日建馆开放）宣称“日昇昌”票号是中国第一家专营存款、放款、汇兑业务的私人金融机构，创建于道光四年（公元1824年）。
道光八年（1828）江苏巡抚陶澍奏折称：苏州为百货聚集之区，山西、山东、河南、陕西等地商人到苏州贩货，银达数百万两，“俱系会票往来”。
早期經營票號的全是山西商人，稱「西幫」。光緒初年有雲南人李氏建立天順祥票號。光緒九年（1883年）浙江宁波商人嚴信厚建立源豐潤票號，時稱“南幫票號”，勢力較弱。紅頂商人胡雪巖的“阜康”亦屬於南幫。
票号与同时期的银号（钱庄的别称）区别于银号提供贷款服务，票号提供存款服务。仅提供兑换银票服务的小钱庄俗称钱店。步入清末民初，票号和银号提供的服务项目基本相同，而在民国时期二者均被银行陆续取代。
大票號有“南通北达，二盛二协”之稱，例如日昇通，日昇达，百川盛、万源盛、协同庆、协同泰等。票号多為山西人所包揽，如大德通、合盛元、中兴和、蔚泰厚、百川通、志成信、大德恒、日昇昌、存义公、蔚长厚、新泰厚、三晋源、协成乾、蔚丰厚、协同庆、大德玉、蔚盛长等。又被称为“山西票庄”，民謠謂「金太谷，銀祁縣，榆次吃不完的米和面，平遙城，拉不滿也填不平。」太谷為最大的票號中心，
平遥古城又是当时最大票号中心。平遙人雷履泰開設的日昇昌曾獲譽為“天下第一票號”，以“天下第一”，“汇通天下”闻名全國。
清朝中叶兴起的一系列山西票号或晋号尤其出名。光緒二十九年（1903年），北洋大臣袁世凱曾邀請山西票號加入天津官銀號，但山西票號拒絕。
山西票号又稱「晋号」，设立的城市计有：北京、张家口、天津、奉天、济南、扬州、江宁、苏州、芜湖、屯溪、河口（位於江西）、广州、长沙、常德、湘潭、汉口、沙市、重庆、成都、西安、三原、开封、周家口、上海、杭州、福州、厦门、汕头、营口、南昌、九江、桂林、梧州、昆明、贵阳、镇江、巴塘、里塘、打箭炉、自流井、迪化、甘州、南宁、解县、新绛、介休、曲沃、烟台、包头、兰州、肃州、归化、周村、张兰、宁夏、潮州、文水、汾阳、万县、雅安、康定、正阳关、通州、赊旗、兴化镇、禹县、博爱、清化、怀庆、寿阳、交城、喇嘛庙、凉州、盂县、库伦、吉林、长春、黑龙江、锦州、安东、安庆、运城、徐州、亳州、道口、济宁、获鹿、承德、多伦、赤峰、香港等。

## 业务范围
- 汇兑
  - 同业对交
  - 迟票：
  - 兑条。交条付银，不找保立收据也可。
  - 信汇。须得保付给
  - 汇票。
  - 电汇。
- 存款
  - 往来存款
  - 定期存款
- 放款
  - 信用放款
  - 抵押放款

## 参阅
- 錢莊（银号）
- 银行